# Маттіас Ябс
Ма́ттіас Ябс (нім. Matthias Jabs) — німецький гітарист. Народився у Гановері, Німеччина, 25 жовтня 1956 року в сім'ї піаніста Генріха Ябса і жінки-біолога Маргарити Ябс, уродженої Гамлер[джерело?]. Розпочав свою кар'єру у віці 11 років, граючи на гітарі у шкільних концертах кавер-версії. У 15 приєднався до малопопулярного нині гурту Fargo. У 1978 році Маттіас перебував у Лондоні у пошуках контракту і випадково почув про кастинг до гурту Scorpions. У кастингу брали участь понад 200 гітаристів, але серед них найкращим був Маттіас. Членство Маттіаса у Scorpions починає відлік з 9 червня 1978 року і відтоді він є незамінним гітаристом гурту.
Маттіас визнаний[джерело?] одним із найкращих гітаристів світу за якість та чистоту звучання і смисловість його соло. Маттіас має свій неповторний стиль[джерело?], що є рідкістю серед сучасних гітармейстрів.